# Armida (Rossini)
Armida es una ópera (dramma per musica) en tres actos compuesta por Gioachino Rossini sobre un libreto en italiano de Giovanni Schmidt, basado en escenas de Jerusalén liberada de Torquato Tasso.
Armida fue estrenada en el Teatro di San Carlo, Nápoles, el 11 de noviembre de 1817. Isabella Colbran cantó el papel principal que es uno de los más largos y difíciles de Rossini, con pasajes de coloratura comprometidos durante toda la obra. El más notable es D'amore al dolce impero del segundo acto, los dúos entre Rinaldo y Armida, y partes del final del tercer acto.
Esta ópera es muy poco representada. En las estadísticas de Operabase Archivado el 14 de mayo de 2017 en Wayback Machine. aparece con sólo 2 representaciones en el período 2005-2010.

## Argumento

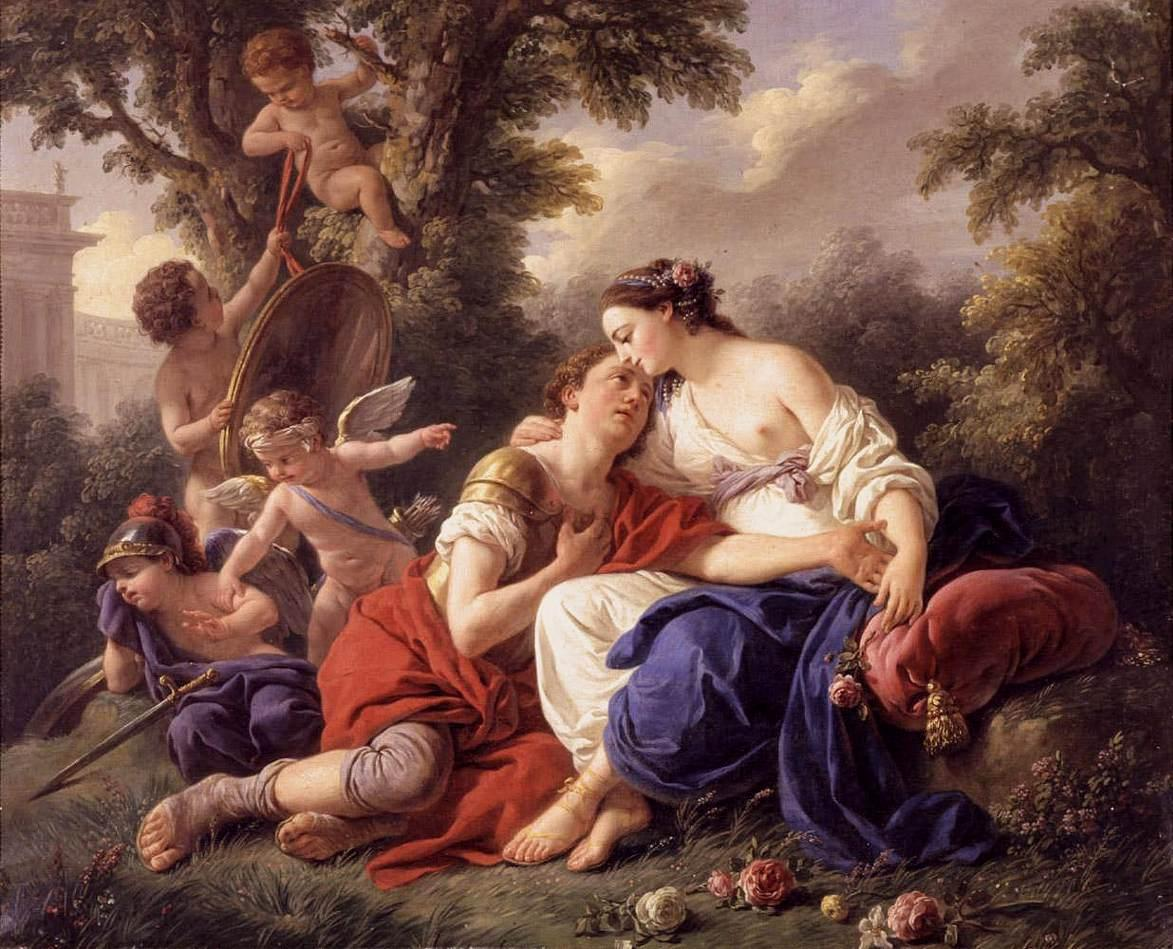
Rinaldo y Armida, pintura de Louis Jean Francois Lagrenée, 1766.

Fecha: Las Cruzadas
Lugar: en los alrededores de Jerusalén

### Acto I
Goffredo, comandante de las fuerzas cristianas, consuela y reanima a los soldados francos, que están de duelo por la reciente muerte de su líder. Una noble aparece y se presenta como la regenta de los damascenos. Declara que su trono ha sido usurpado por su tío, Idraote y pide ayuda y protección. En realidad, la mujer es la hechicera Armida y está asociada con Idraote, que la acompaña disfrazado. Su plan es debilitar las fuerzas cruzadas esclavizando algunos de sus mejores soldados. Los hombres que quedan fascinados por su belleza, convencen a Goffredo para que la ayude. Goffredo decide que los francos deben elegir un nuevo líder, quien escogerá a diez hombres para acompañarla. Ellos escogen a Rinaldo, uno de sus mejores soldados, despertando los celos de otro cruzado, Gernando (Non soffrirò l'offesa). Armida y Rinaldo ya se habían encontrado en otra ocasión, y ella está secretamente enamorada de él. Ahora ella se enfrenta a él y le recuerda cómo le salvó la vida en ese momento. Cuando ella le acusa de ingratitud él admite que está enamorado de ella (Duo: Amor... possente nome!). Gernando los ve juntos e increpa a Rinaldo y lo acusa de ser un seductor en frente de los demás hombres. Se baten a duelo y Rinaldo mata a Gernando. Horrorizado por lo que ha hecho, escapa con Armida antes de que Goffredo pueda castigarlo.

### Acto II
Astarotte, una de las princesas del infierno, ha traído al bosque a un grupo de demonios para ayudar a Armida. Ella llega con Rinaldo, que está completamente encantado por ella (Duo: Dove son io!). Incluso cuando ella le explica el plan que ha concebido con Idraote, él no se rebela en su contra. Maravillado, Rinaldo ve cómo Armida convierte el bosque en un palacio de placeres. Armida medita sobre el poder del amor (D’Amore al dolce impero) y le ofrece diversión a Rinaldo con una pantomima sobre un guerrero seducido por un grupo de ninfas. Rinaldo, que ha perdido todo el sentido del honor militar, se entrega a los encantos de Armida.

### Acto III
Dos de los antiguos camaradas de Rinaldo, Ubaldo y Carlo, han sido enviados para rescatarlo. Cuando llegar a los jardines encantados de Armida, quedan fascinados por su belleza, a pesar de que saben de que es todo una ilusión. Con la ayuda de una vara mágica de oro, se protegen de las ninfas que tratan de seducirlos, y se esconden cuando aparecen Rinaldo y Armida. Rinaldo aún está cautivado por la hechicera, pero cuando se queda a solas, Ubaldo y Carlo lo enfrentan. Cuando le muestran su reflejo en un escudo adamantino descubre horrorizado que no reconoce al honorable guerrero que fue alguna vez (Trio: In quale aspetto imbelle).Aún desgarrado por su amor por Armida, Rinaldo ruega por fuerzas y marcha con sus compañeros. Armida invoca los poderes del infierno para recuperar a su amado pero todo es inútil. Armida sale en busca de los hombres.
Armida consigue alcanzarlos antes de que embarquen. Ella le pide a Rinaldo que no la abandone e incluso se ofrece a acompañarlo en la guerra. Ubaldo y Carlo contienen a Rinaldo, tratando de darle fuerzas y finalmente apartándolo de su poder. Armida se debate entre el amor y el deseo de venganza (Dove son io!... Fuggì!). Ella decide vengarse, destruye el palacio y marcha enfurecida.